# Annie van Ommeren-Averink

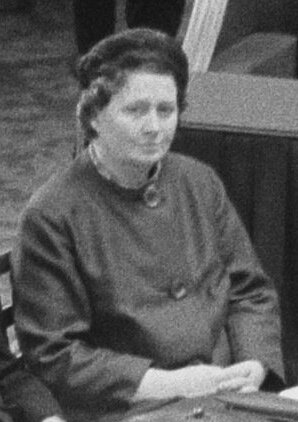
Annie van Ommeren-Averink

Hanna Annie Jacoba van Ommeren-Averink bekannt als Annie Averink (geboren 28. Mai 1913 in Enschede; gestorben 1. Februar 1991 in Amsterdam) war eine niederländische Parteivorsitzende der Communistische Partij van Nederland, Parlamentsabgeordnete und aktiv in der Widerstandsbewegung während der deutschen Besatzung der Niederlande im Zweiten Weltkrieg.

## Leben
Annie Averink wurde am 28. Mai 1913 in Enschede als Tochter des Kaufmanns, Zigarrenladenbesitzers und Fotohändlers Willem Hendrikus Henlenardus Averink (1885–1957) und der Fabrikarbeiterin, Ladenbesitzerin und Inhaberin einer Pension Geesje Beute (1885–1957), geboren. Sie war die mittlere von drei Töchtern, ihre Schwestern starben jeweils kurz nach der Geburt. Nach dem Tod des dritten Kindes trennten sich ihre Eltern und ihre Mutter heiratete 1918 Johannes Mattheus Klein Sprokkelhorst aus Amsterdam, mit dem sie ein „Waschbeckengeschäft“ betrieb. Aus der zweiten Ehe ihrer Mutter hatte sie drei Halbschwestern und einen Halbbruder, zu denen sie später ein gutes Verhältnis hatte, dennoch fühlte sie sich als Kind in der neuen Familie manchmal unwillkommen. Sie fand als Mädchen einen Brief ihres Stiefvaters, in dem er vorschlug, Annie auf ein Internat zu geben. Damit war ihre Mutter jedoch nicht einverstanden.
Die Familie zog 1925 nach Wijk aan Zee, dort eröffneten ihre Mutter und ihr Stiefvater eine Pension. Nachdem sie die Pension wieder aufgeben mussten, da sie mit ihr keinen Erfolg hatten, wurde ihr Stiefvater Handelsvertreter für Excelsior-Staubsauger. Die Familie zog 1926 in die Indische Buurt in Amsterdam und einige Jahre später in das Stadtviertel Betondorp. Ihre erste Anstellung als Hausmädchen trat Annie Averink im Alter von dreizehn Jahren an. Sie arbeitete für eine Familie am Willemsparkweg, kündigte diese Anstellung jedoch nach kurzer Zeit. Anschließend arbeitete sie in verschiedenen Ateliers zur Herstellung von Lampenschirmen. Annies Mutter war der Meinung, dass ihre Tochter nach der Arbeit auch etwas anderes erleben sollte und so schickte sie sie in die Arbeiders Jeugd Centrale, den Jugendverband der Sozialisten. Annie gefiel die Atmosphäre dort nicht und wurde mehr von einem Plakat des kommunistischen Jugendverbands „De Zaaier“ angezogen. Sie meldete sich dort an.
Als 17-jährige Begleitperson für ein Mädchen und einen Jungen im Alter von 14 und 15 Jahren zu einem internationalen Treffen der „Pioniere“ wurde sie im Jahr 1930 von der Communistische Partij van Nederland nach Berlin geschickt. Nachdem das Treffen der Pioniere beendet war, folgte eine unerwartete weitere Reise. Auf einem russischen Schiff reiste sie ohne die Jugendlichen über Hamburg nach Leningrad und von dort weiter in das Pionierlager Artek, damals eine Ausbildungsstätte für junge kommunistische Talente aus aller Welt. Mit an Bord war auch der spätere Parteivorsitzende Paul de Groot, der wie Annie zum ersten Mal in der Sowjetunion war.
Sie besuchte, geschickt von der Partei, von 1933 bis 1935 die Lenin-Schule in Moskau. Neben historischem Materialismus, Dialektik und der Geschichte der Arbeiterbewegung bolschewistischer Prägung standen auch Schwarzarbeit und Spionage auf dem Lehrplan. Dort lernte sie auch Russisch. Darüber hinaus besuchte sie in Moskau Ballett- und Opernaufführungen und lernte einen gewissen luxuriösen Lebensstil kennen. In Moskau begann sie auch, sich mit der Zukunft Indonesiens zu befassen.

### Widerstand
Nachdem sie in die Niederlande zurückgekehrt war, arbeitete Averink wieder in einer Lampenschirmwerkstatt und war weiter in der Partei aktiv. Ab 1939 war sie für die „Gegnerarbeit“ im Kommunistischen Jugendverband zuständig. Sie schützte ihn vor Unterwanderern. Nach dem Molotow-Ribbentrop-Pakt wurde sie über das Land geschickt, um das Bündnis der Sowjetunion mit Nazi-Deutschland zu erklären. Als die Partei zu Kriegsbeginn aufgrund des Molotow-Ribbentrop-Pakts eine korrekte Haltung gegenüber den Besatzern forderte, zeigte sie Unabhängigkeit. Sie traute dem Pakt nicht und schaffte es, deutsche Freunde zu überzeugen, trotzdem unterzutauchen. Sie brachte sie vorübergehend bei G.J.M. van het Reve unter, den sie als Redakteur von De Tribune kannte. Van het Reve stand selbst mit der Parteiführung in Konflikt. Am 9. Oktober 1940 heiratete Annie Averink den Elektriker und Parteikollegen Cor Fels (1907–1962). Sie bezeichnete diese Ehe nach dem Krieg als „Vernunftehe, dann konnte man wenigstens etwas füreinander tun“.
Beim Februarstreik im Jahr 1941 war sie ebenfalls aktiv. Sie verbreitete den Streikaufruf in Amsterdam-Süd. Danach hörte sie auf zu arbeiten und tauchte unter. Durch 28 Verstecke gelang es ihr, den Deutschen zu entgehen. Sie war eng an mehreren Versuchen beteiligt, Parteimitglieder aus dem Wilhelmina Gasthuis und dem Lager Vught zu befreien. Einige Male gelang ihr dies, aber es kam zu spät, um den Führer der Communistische Partij van Nederland Jan Postma zu retten. Sie litt für den Rest ihres Lebens unter Albträumen. Nachdem die Parteiführung im Frühjahr 1944 verhaftet worden war, wurde Annie Averink Nachfolgerin des Parteivorsitzenden Jaap Brandenburg. Sie sollte das Netzwerk wieder aufbauen und die Widerstandsarbeit leiten. Neben der Verbreitung von „De Waarheid“ und der Hilfe für Untergetauchte war sie für die Unterweisung des bewaffneten Widerstands verantwortlich, darunter auch für die Gruppe von Hannie Schaft und Cor Rusman. Da sie Russisch sprach, hatte sie Kontakt zu in Zandvoort stationierten georgischen Soldaten im deutschen Militärdienst, die einen Aufstand vorbereiteten.

### Nachkriegszeit
Nach dem Ende des Krieges und der Befreiung der Niederlande von der deutschen Besatzung beteiligte sich Annie Averink an den Diskussionen über die neue Kommunistische Partei. Dabei stand sie stets auf der Seite von Paul de Groot. Sie wurde Mitglied des Parteivorstands und aktiv in der niederländischen Frauenbewegung, obwohl sie keine Notwendigkeit einer eigenen Frauenorganisation sah. Sie wurde auch in den Stadtrat von Haarlem gewählt. Als Mitglied des Kontrollausschusses und Vertraute von Paul de Groot wurde sie zu einer einflussreichen, aber stets im Hintergrund operierenden Person in der Führung der CPN.
Von Cor Fels ließ sich Averink am 15. April 1946 scheiden. Erneut heiratete sie am 28. Januar 1948 in Haarlem den Innenarchitekten Eduard van Ommeren (1914–1990). Mit ihm hatte sie drei Kinder. Mithilfe von Personal für die Betreuung der Kinder konnte sie sich weiter der Parteiarbeit widmen. Auch unternahm sie viele Reisen. Sie reiste in die Tschechoslowakei und in die Sowjetunion und verbrachte 1949 drei Monate in China. Dort nahm sie an Verfassungsversammlungen der Volksrepublik China teil und knüpfte heimlich Kontakte zu indonesischen Kommunisten.
Van Ommeren verlor sein Vertrauen in die Partei, als sich der jugoslawische Führer Tito über Nacht von einem Helden in einen „trotzkistischen Schurken“ verwandelte. Aus Loyalität gegenüber seiner Frau blieb er jedoch bis 1975 Mitglied. Annie Averink blieb Paul de Groot treu, selbst als seine Position als Parteivorsitzender von anderen Mitgliedern infrage gestellt wurde, die nach Chruschtschows Enthüllungen auch die stalinistische Führung in den Niederlanden angriffen. Dadurch kam es zum Bruch mit Parteigenossen, aus der Zeit der Besatzung, wie Rie Lips-Odinot, die aus der Partei ausgeschlossen wurde.
Von 1957 bis 1969 war Annie Averink Abgeordnete, zunächst in der Ersten Kammer, von 1966 bis 1967 in der Zweiten Kammer und dann erneut in der Ersten Kammer. Ihrer Partei blieb sie treu, doch die Enthüllungen über die unbeschreiblichen Missstände im „real existierenden Sozialismus“ berührten sie zutiefst. Auf ihrem Sterbebett musste sie eingestehen, dass das sozialistische Ideal nirgendwo verwirklicht worden war und sie forderte ihre Kinder auf, sich vor allem um ihre Lieben zu kümmern. Annie Averink starb am 1. Februar 1991 im Alter von 77 Jahren.

## Ehrungen
Annie van Ommeren-Averink wurde in das Buch 101 Vrouwen en de oorlog der Historikerin und Schriftstellerin Els Kloek mit 101 Biografien von Frauen, die im Zweiten Weltkrieg im Kontext der niederländischen Geschichte eine Rolle spielten aufgenommen.